# Muscicapa ferruginea
Muscicapa ferruginea е вид птица от семейство Muscicapidae.

## Разпространение
Видът е разпространен в Бутан, Виетнам, Индия, Индонезия, Китай, Лаос, Малайзия, Мианмар, Непал, Сингапур, Тайланд и Филипините.